# Nuenen, Gerwen en Nederwetten
Nuenen, Gerwen en Nederwetten este o comună în provincia Brabantul de Nord, Țările de Jos. Comuna este numită după cele două localități principale: Nuenen, Gerwen și Nederwetten

## Localități componente
Eeneind, Gerwen, Nederwetten, Nuenen, Opwetten, Stad van Gerwen.